# Agnese di Hohenstaufen (figlia di Corrado)
Agnese di Staufen (1176 circa – Stade, 7 o 9 maggio 1204) fu l'erede di Corrado di Hohenstaufen, conte palatino del Reno, e dal 1195 al 1204, come moglie di Enrico il Vecchio di Braunschweig, fu contessa palatina del Reno.

## Biografia
Il padre di Agnese, Corrado, conte palatino del Reno e fratellastro dell'imperatore Federico Barbarossa, era un nobile che si batteva per la pace e l'equilibrio nell'impero. Già prima del 1180 aveva combinato il fidanzamento della figlia con Enrico, il figlio maggiore di Enrico il Leone, al fine di far cessare il rinnovato conflitto tra gli Staufer e Welfen attraverso questa unione.
Nel 1193, il figlio del Barbarossa, l'imperatore Enrico VI, cercò un'alleanza politica con il re francese Filippo II Augusto e quindi volle dare in moglie Agnese, che era sua cugina. Quando il giovane Welfen Enrico venne a conoscenza di questo piano, entrò in contatto con i genitori di Agnese. Corrado evitò di fare una dichiarazione vincolante sul fidanzamento della figlia, poiché da un lato sosteneva la progettata unione con il re francese, e dall'altro non voleva snobbare Enrico, che era adorato da sua figlia.
La madre di Agnese, Ermengarda di Henneberg († 1197), continuò a sostenere il matrimonio della figlia con il Welfen. Poco dopo, approfittò dell'assenza di suo marito, che stava con Enrico VI, per resistere al piano dell'imperatore. Fece venire il giovane Enrico al castello di Stahleck, dove verso la fine dell'anno 1193/1194 si tenne il matrimonio nella chiesa locale dei due rampolli. L'evento è passato alla storia come le nozze di Stahleck (Hochzeit von Stahleck).
Enrico VI si sentì tradito e chiese a Corrado di annullare immediatamente il matrimonio. Tuttavia, dopo una resistenza iniziale, il conte palatino accettò il matrimonio di sua figlia, dato che era già stata benedetta dalla Chiesa: se l'imperatore avesse infeudato Enrico, genero di Corrado, con la contea palatina del Reno, anche la successione, che era stata in pericolo dopo la morte prematura dei figli di Corrado, sarebbe stata assicurata. Inoltre, Corrado e Agnese suggerirono all'imperatore di perdonare Enrico il Leone, che era stato messo al bando da suo padre.
La riconciliazione tra l'Hohenstaufen Enrico VI e il Welfen Enrico il Leone ebbe luogo nel marzo 1194 nel palazzo di Tilleda. Agnese e suo marito Enrico avevano fatto un buon lavoro preparatorio per questo importante evento interno all'impero con il loro matrimonio di Stahleck. Inoltre, Enrico VI dipendeva da un accordo con i Welfen e soprattutto dalla pace nell'impero, poiché intendeva far valere le sue pretese al trono nel regno di Sicilia dopo la morte di Tancredi di Lecce († 20 febbraio 1194).

## Matrimonio e figli
Il matrimonio tra Agnese di Staufen ed Enrico il Vecchio di Brunswick generò un figlio e due figlie:
- Enrico VI di Braunschweig, conte palatino de Reno dal 1212 al 1214.
- Ermengarda (1200-1260), la figlia maggiore, sposò Ermanno V, margravio di Baden
- Agnese (1201-1267), sposò Ottone II, duca di Baviera. Questi ultimi divennero i capostipiti della dinastia dei Wittelsbach in Baviera e nel Palatinato, il loro figlio Ludovico II fu il padre del futuro imperatore Ludovico il Bavaro. Sua figlia Elisabetta divenne madre di Corradino, l'ultimo degli Hohenstaufen.

## Ricezione
Il 18 maggio 1827, la prima rappresentazione delle parti dell'opera Agnese di Hohenstaufen del compositore italiano Gaspare Spontini che erano state completate in quel periodo ebbe luogo al Staatsoper Unter den Linden di Berlino.
Durante il romanticismo, la vita di Agnese di Hohenstaufen fu glorificata; nel suo dramma Heinrich VI, pubblicato nel 1830, Christian Dietrich Grabbe la ritrasse come una ragazza spensierata ma risoluta che combatte per la fortuna del suo amore alla dieta Imperiale e porta alla riconciliazione tra i Guelfi e gli Staufer sul letto di morte di Enrico il Leone. Non meno forte di carattere, ma più motivata dalla sua fede nell'amore e nella verità, Friedrich von Heyden ritrae Agnes nella sua epopea in versi Das Wort der Frau, pubblicata nel 1843. Anche Felix Dahn e Martin Greif hanno trattato l'argomento in opere teatrali.

## Ascendenza
|                         |                           |                         | Genitori                  |  |  | Nonni |  |  | Bisnonni             |  |  | Trisnonni         |  |
|                         |                           |                         |                           |  |  |       |  |  | Federico I di Svevia |  |  | Federico di Büren |  |
|                         |                           |                         |                           |  |  |       |  |  | Federico I di Svevia |  |  | Federico di Büren |  |
|                         |                           | Ildegarda di Egisheim   |                           |  |  |       |  |  | Federico I di Svevia |  |  |                   |  |
| Federico II di Svevia   |                           |                         |                           |  |  |       |  |  | Federico I di Svevia |  |  |                   |  |
|                         |                           | Agnese di Waiblingen    | Enrico IV di Franconia    |  |  |       |  |  |                      |  |  |                   |  |
|                         |                           | Agnese di Waiblingen    | Enrico IV di Franconia    |  |  |       |  |  |                      |  |  |                   |  |
|                         |                           | Agnese di Waiblingen    | Berta di Savoia           |  |  |       |  |  |                      |  |  |                   |  |
| Corrado Hohenstaufen    |                           | Agnese di Waiblingen    |                           |  |  |       |  |  |                      |  |  |                   |  |
|                         |                           | Federico di Saarbrücken | Siegbert di Saarbrücken   |  |  |       |  |  |                      |  |  |                   |  |
|                         |                           | Federico di Saarbrücken | Siegbert di Saarbrücken   |  |  |       |  |  |                      |  |  |                   |  |
|                         |                           | Federico di Saarbrücken | …                         |  |  |       |  |  |                      |  |  |                   |  |
| Agnese di Saarbrücken   |                           | Federico di Saarbrücken |                           |  |  |       |  |  |                      |  |  |                   |  |
|                         |                           | Gisela di Lorena        | …                         |  |  |       |  |  |                      |  |  |                   |  |
|                         |                           | Gisela di Lorena        | …                         |  |  |       |  |  |                      |  |  |                   |  |
|                         |                           | Gisela di Lorena        | …                         |  |  |       |  |  |                      |  |  |                   |  |
| Agnese di Hohensteufen  |                           | Gisela di Lorena        |                           |  |  |       |  |  |                      |  |  |                   |  |
|                         | Godeboldo II di Henneberg | …                       |                           |  |  |       |  |  |                      |  |  |                   |  |
|                         | Godeboldo II di Henneberg | …                       |                           |  |  |       |  |  |                      |  |  |                   |  |
|                         | Godeboldo II di Henneberg | …                       |                           |  |  |       |  |  |                      |  |  |                   |  |
| Bertoldo I di Henneberg | Godeboldo II di Henneberg |                         |                           |  |  |       |  |  |                      |  |  |                   |  |
|                         |                           | Liutgarda di Hohenberg  | …                         |  |  |       |  |  |                      |  |  |                   |  |
|                         |                           | Liutgarda di Hohenberg  | …                         |  |  |       |  |  |                      |  |  |                   |  |
|                         |                           | Liutgarda di Hohenberg  | …                         |  |  |       |  |  |                      |  |  |                   |  |
| Irmengarda di Henneberg |                           | Liutgarda di Hohenberg  |                           |  |  |       |  |  |                      |  |  |                   |  |
|                         |                           | Federico IV di Goseck   | Federico III di Goseck    |  |  |       |  |  |                      |  |  |                   |  |
|                         |                           | Federico IV di Goseck   | Federico III di Goseck    |  |  |       |  |  |                      |  |  |                   |  |
|                         |                           | Federico IV di Goseck   | Edvige di Baviera         |  |  |       |  |  |                      |  |  |                   |  |
| Berta di Putelendorf    |                           | Federico IV di Goseck   |                           |  |  |       |  |  |                      |  |  |                   |  |
|                         |                           | Agnese di Limburgo      | Enrico della Bassa Lorena |  |  |       |  |  |                      |  |  |                   |  |
|                         |                           | Agnese di Limburgo      | Enrico della Bassa Lorena |  |  |       |  |  |                      |  |  |                   |  |
|                         |                           | Agnese di Limburgo      | Adelaide di Podenstein    |  |  |       |  |  |                      |  |  |                   |  |
|                         |                           | Agnese di Limburgo      |                           |  |  |       |  |  |                      |  |  |                   |  |